# 藤澤恵麻
藤澤 恵麻（ふじさわ えま、1982年〈昭和57年〉12月26日 - ）は、日本のファッションモデル、女優。
香川県高松市出身。セブンス・アヴェニュー所属。元『non-no』『MORE』専属モデル。愛称は、えまちゃん。

## 略歴
母親が秋田県出身であったため
母親の実家のある秋田県で生まれた。小さい頃から高校生位まで、お盆をはさむ10日間ほどを、秋田の祖父母の家で過ごすのが、毎夏の家族の恒例行事だった。香川大学教育学部附属高松中学校、香川県立高松高等学校を経て、上智大学経済学部に進学し上京。
上智大学在学中の2001年に『non-no』第32回モデルオーディションでグランプリを受賞し、同誌専属モデルとしてデビュー。テレビCFにも出演。
2003年にセブンス・アヴェニュー所属となり、初めて受けたオーディションでNHK連続テレビ小説『天花』のヒロインに選ばれ、女優としてもデビュー。演技未経験のヒロインの起用は数少ない例である。
2005年に上智大学を卒業の後、本格的に女優の活動を開始。同年公開の『奇談』で映画初出演にして初主演。2006年には映画『ラブ★コン』に主演、2007年には『社長放浪記』で初舞台に立つ。映画『ラブ★コン』ではPRのため、映画を制作した松竹が制定する形で「む(6)ねきゅ(9)ん」の語呂合せから6月9日を胸キュンの日として認可させたことが話題となった。
2008年には香川県から「香川かがやき大使」に任命され、故郷の香川県のPRに務める。
「やっぱり役者って、その人自身が問われるから、もっと自分を変えたい、うまくなりたい、殻を破りたい」との思いから、一念発起して2008年秋より仕事を休業。2009年春の舞台『カゴツルベ』出演に伴う一時帰国を挟んで、計1年8か月にわたりアメリカ・ロサンゼルスへ語学留学。語学学校にて英語を学びホームステイも経験、ロサンゼルス在住の映画監督や真田広之、マシ・オカらの俳優とも交流する。
2010年夏に語学学校を卒業して帰国し、同年秋より仕事に復帰。同年のTBSテレビ『獣医ドリトル』で帰国後初めて連続ドラマに出演。同年11月発売の『MORE』（集英社）2011年1月号より2015年12月発売の2016年2月号まで同誌専属モデルを務める。
私生活では、上智大学の1年時にテニスサークルで出会った3歳年上の会社員の一般男性と、約15年に及ぶ友人関係を経て2016年8月より交際に発展。翌2017年7月に婚約を発表。7月16日には、出演中のドラマ『セシルのもくろみ』の撮影現場で共演者からサプライズの祝福を受けた。交際記念日である同年8月21日に婚姻届を提出し結婚、11月3日にグランドハイアット東京で挙式・披露宴を行った。2018年6月13日、第1子妊娠を公表。2018年6月14日に所属事務所公式サイトを通じて第1子の妊娠を発表し、同年9月上旬に女児を出産した。2020年11月12日、第2子女児の出産を報告した。
2019年8月には、NHK連続テレビ小説第100作『なつぞら』に11人目の歴代朝ドラヒロインとして出演。第1子出産後初の連続ドラマ出演となった。

## 人物
- 趣味は、料理、旅行、ベランダ園芸[2]。
- 得意なスポーツはバドミントン[2]。
- ジュニア野菜ソムリエの資格を取得している[2]。
- 留学時代にアメリカ合衆国縦断旅行を試みたことがある。

## 出演

### テレビドラマ
- 連続テレビ小説（NHK総合）
  - 天花（2004年） - 主演・佐藤天花 役
  - なつぞら 第123回（2019年8月21日） - 妊婦 役[24]
- 世にも奇妙な物語「あなたの物語」（2005年、フジテレビ）
- 飛鳥へ、そしてまだ見ぬ子へ（2005年、フジテレビ） - 沢村清子（現在） 役
- 3年B組金八先生（TBS） - 立花かおり 役 
  - 第8シリーズ（2007年10月 - 2008年3月）
  - 3年B組金八先生ファイナル〜「最後の贈る言葉」（2011年3月27日）
- 世にも奇妙な物語「さっきよりもいい人」（2008年4月、フジテレビ）
- 獣医ドリトル（2010年10月 - 12月、TBS） - 不動ルミ 役
- P&Gパンテーンドラマスペシャル「フォルティッシモ―また逢う日のために―」（2011年9月24日、BSフジ）- 主演・東條美空 役
- ランナウェイ〜愛する君のために（2011年10月 - 12月、TBS） - 久保美咲 役
- ドラマスペシャル「濃姫」（2012年3月17日、テレビ朝日） - 岩室 役
- 世にも奇妙な物語 '12春の特別編「ワタ毛男」（2012年4月21日、フジテレビ） - 余木陽子 役
- ドラマ10『はつ恋』（2012年5月 - 7月、NHK総合） - 酒井桃子 役
- 月曜ゴールデン（TBS）
  - 『探偵 左文字進16』（2013年4月15日） - 後藤由梨 役
  - 『山村美紗サスペンス 狩矢警部シリーズ14・京都ベリーダンス殺人事件』（2014年12月22日） - 水口麗奈 役
- ミス・パイロット（2013年10月 - 12月、フジテレビ） - 三枝かのこ 役
- 連続ドラマW『私という運命について』（2014年3月23日 - 4月20日、WOWOW） - 大坪亜里沙 役
- 金曜プレステージ『浅見光彦シリーズ50』（2014年4月4日、フジテレビ） - 堀田久代 役
- プレミアムドラマ『さぬきうどん融資課』（2014年5月21日、NHK BSプレミアム） - 安藤由香里 役
- ホテルコンシェルジュ 第7話（2015年8月18日、TBS） - 小野寺美香 役
- 土曜ワイド劇場『私は代行屋!4・事件推理請負人』（2015年8月22日、朝日放送） - 小柳香里 役
- きんぴか 第3話（2016年2月27日、WOWOW） - アケミ 役 [25]
- コールドケース〜真実の扉〜（2016年10月 -12月、WOWOW） - 中山ちか 役
- セシルのもくろみ（2017年7月 - 9月、フジテレビ） - 小田萌子 役
- ビッ友×戦士 キラメキパワーズ!（2021年10月3日、テレビ東京） - 尾湯川秀美 役
- 警部補ダイマジン（2023年7月7日 - 9月1日、テレビ朝日） - 平安綾子 役[26]

### テレビアニメ
- クレヨンしんちゃん ラブラブコン30分スペシャル（2006年7月14日 、テレビ朝日） - 小泉リサ 役（声）

### バラエティ番組
- スタジオパークからこんにちは（2004年9月21日、NHK総合）
- 笑っていいとも!（2006年4月7日、フジテレビ）
- はなまるマーケット（2008年1月24日、TBSテレビ）
- グータンヌーボ（2008年1月30日、関西テレビ放送）
- ショーパン（2008年2月5日、フジテレビ）
- 爆笑レッドカーペット（2008年2月17日、フジテレビ）
- カトパン（2009年3月12日、フジテレビ）
- ゴールデン・キャスト（2010年10月7日、TBS）
- 王様のブランチ（2010年12月4日、TBS）
- 秘密のケンミンSHOW（2011年5月26日、讀賣テレビ放送）
- ヒルナンデス（2011年9月13日、日本テレビ）
- 踊る踊る踊る!さんま御殿!!花嫁衣裳で逆襲崖っぷち女&家族スペシャル!!（2011年10月11日、日本テレビ）
- ネプリーグ（2013年2月25日、フジテレビ）

### テレビ番組
- 映像の戦後60年 あなたの映した戦後にっぽん（2006年3月25日 、NHK BShi）
- ワールドバザール21（2006年4月 - 10月 、BSフジ） - ナレーター
- 趣味の園芸 やさいの時間（2012年7月22日 - 2012年9月23日、NHK Eテレ）
- イッピン「みちのく発！優美な輝き～秋田　角館の樺（かば）細工～」 - リポーター（2016年12月27日、NHK BSプレミアム）

### 映画
- 奇談 - 主演・佐伯里美 役 ※阿部寛と共演
- ラブ★コン - 主演・小泉リサ 役
- UDON（2006年8月26日公開、フジテレビジョン・ROBOT・東宝） - うどん屋の客（小泉孝太郎）の恋人 役
- 晴れた日は図書館へいこう
- 結婚しようよ - 長女・香取詩織 役
- JUNON恋愛小説『同級生』『体育館ベイビー』（2008年5月10日公開）
- 天国はまだ遠く（2008年11月8日公開）
- GOEMON（2009年5月1日公開、松竹） - 才蔵の妻・お吉 役
- 陽が落ちる（2025年4月4日公開、フルモテルモ）[27]

### 舞台
- 社長放浪記（2007年6月25日 - 2007年7月22日、下北沢本多劇場）
- カゴツルベ（2009年3月16日 - 3月31日、青山劇場 / 4月16日 - 4月19日、NHK大阪ホール）
- 朗読劇 私の頭の中の消しゴム7th letter（2015年5月2日、3日、天王洲 銀河劇場）

### CM
- 集英社「non-no」（2002年）
- オンワード樫山「組曲」（2005年）
- キリンビバレッジ「小岩井ブランド」（2005年 - 2008年）
- P&G「パンテーン」 (2011年)

### ラジオ番組
- 朗読 「二十四の瞳」（2018年7月9日 - 8月24日、NHKラジオ第2） - 朗読[28]
  - 再放送（2020年5月4日 - 6月12日、NHKラジオ第2）[29]
  - 「朗読の世界」で再放送（2024年6月17日 - 8月2日、NHK-FM）[30] - 一部、藤澤による新録[31]

### 雑誌
- non-no（2001年 - 2005年、集英社） - 専属モデル
- MORE（2010年 - 2015年、集英社） - 専属モデル
- LEE（集英社） - LEEモデル

### その他
- 香川かがやき大使（2008年 - 、香川県）
- 「うどん県」（香川県 2011年10月 -） - 保育士 役。香川県のPR。
- かがわさぬき野2007年夏号掲載インタビュー記事「映画の世界で羽ばたこう」

## 作品

### 写真集
- 『FUJISAWA EMA』（2004年3月、集英社、ISBN 978-4-08-780391-4）